# Stefan Edberg
Stefan Edberg (ur. 19 stycznia 1966 w Västervik) – szwedzki tenisista, zwycięzca 9 turniejów wielkoszlemowych, lider rankingu singlowego i deblowego, zdobywca Pucharu Davisa, brązowy medalista igrzysk olimpijskich w Seulu (1988) w grze pojedynczej i podwójnej.

## Kariera tenisowa
Jeden z wybitnych woleistów, szukający rozwiązania niemal każdej akcji – zarówno w odbiorze, jak i przy własnym podaniu – przy siatce. Wysoko oceniano obok umiejętności wolejowych jego klasyczny, jednoręczny backhand.
Występując w gronie juniorów został pierwszym tenisistą w historii, który zdobył kalendarzowy wielki szlem w grze pojedynczej chłopców. Sztuki tej dokonał w 1983. Rok 1983 zakończył jako lider klasyfikacji singlowej juniorów.
Jako zawodowy tenisista startował w latach 1983−1996. W listopadzie 1996 porażką w I rundzie turnieju w Sztokholmie z rodakiem Nicklasem Kultim zakończył karierę.
Wygrał w karierze 41 turniejów w grze pojedynczej oraz 18 turniejów deblowych o randze ATP World Tour. 6 razy wygrywał w singlu turnieje wielkoszlemowe – Australian Open z 1985 i 1987 roku (po raz ostatni rozgrywane na nawierzchni trawiastej); Wimbledon z 1988 i 1990; US Open z 1991 i 1992. Ma w swoim dorobku także 3 tytuły wielkoszlemowe w deblu; w 1987 wygrywał Australian Open i US Open w parze z Andersem Järrydem, a w 1996 Australian Open z Petrem Kordą.
13 sierpnia 1990 po raz pierwszy awansował na 1. pozycję rankingu światowego, zastępując Ivana Lendla. Łącznie był liderem rankingu ATP singlistów przez 72 tygodnie. Również jako lider listy ATP deblistów kończył sezony 1990 i 1991. Miejsce w pierwszej dziesiątce zajmował w latach 1985−1994 (do 1993 roku w czołowej piątce). W 1987, wspólnie z Järrydem, został deblowym mistrzem świata (tytuł nadawany przez ATP).
W latach 1984−1996 Edberg reprezentował Szwecję w Pucharze Davisa; czterokrotnie miał udział w końcowym sukcesie (1984, 1985, 1987 i 1994). W 1984 wygrał rywalizację pokazową na igrzyskach olimpijskich w Los Angeles w grze pojedynczej. Cztery lata później, podczas igrzysk olimpijskich w Seulu, zdobył brąz zarówno w singlu, jak i w deblu.
Edberg i Boris Becker stworzyli jedną z najbardziej interesujących rywalizacji w tenisie. Zagrali ze sobą 35 razy w latach 1984–1996, z czego 25–krotnie zwycięsko kończył mecz Niemiec. Zmierzyli się w 3 wielkoszlemowych finałach, które Edberg 2–krotnie wygrał.
Cieszył się uznaniem jednego z największych dżentelmenów kortów; 5–krotnie otrzymywał wyróżnienie ATP za postawę godną sportowca; w 1996 został patronem tej nagrody.
W 2004 znalazł się w gronie członków Międzynarodowej Tenisowej Galerii Sławy.

### Finały w turniejach ATP World Tour
| Legenda                                      |
| -------------------------------------------- |
| Wielki Szlem                                 |
| Igrzyska olimpijskie                         |
| Tennis Masters Cup / ATP Finals              |
| ATP Masters Series / ATP Tour Masters 1000   |
| ATP International Series Gold / ATP Tour 500 |
| ATP International Series / ATP Tour 250      |

#### Gra pojedyncza (41–36)
| Końcowy wynik | Nr  | Data                 | Turniej                    | Nawierzchnia    | Przeciwnik         | Wynik finału            |
| ------------- | --- | -------------------- | -------------------------- | --------------- | ------------------ | ----------------------- |
| Zwycięzca     | 1.  | 19 marca 1984        | Mediolan                   | Dywanowa (hala) | Mats Wilander      | 6:4, 6:2                |
| Zwycięzca     | 2.  | 3 lutego 1985        | Memphis                    | Dywanowa (hala) | Yannick Noah       | 6:1, 6:0                |
| Finalista     | 1.  | 21 lipca 1985        | Båstad                     | Ceglana         | Mats Wilander      | 1:6, 0:6                |
| Finalista     | 2.  | 22 września 1985     | Los Angeles                | Twarda          | Paul Annacone      | 6:7, 7:6, 6:7           |
| Zwycięzca     | 3.  | 29 września 1985     | San Francisco              | Dywanowa (hala) | Johan Kriek        | 6:4, 6:2                |
| Zwycięzca     | 4.  | 20 października 1985 | Bazylea                    | Twarda (hala)   | Yannick Noah       | 6:7, 6:4, 7:6, 6:1      |
| Zwycięzca     | 5.  | 8 grudnia 1985       | Australian Open, Melbourne | Trawiasta       | Mats Wilander      | 6:4, 6:3, 6:3           |
| Finalista     | 3.  | 9 lutego 1986        | Memphis                    | Dywanowa (hala) | Brad Gilbert       | 5:7, 6:7                |
| Zwycięzca     | 6.  | 13 lipca 1986        | Gstaad                     | Ceglana         | Roland Stadler     | 7:5, 4:6, 6:1, 4:6, 6:2 |
| Finalista     | 4.  | 17 sierpnia 1986     | Toronto                    | Twarda          | Boris Becker       | 4:6, 6:3, 3:6           |
| Finalista     | 5.  | 21 września 1986     | Los Angeles                | Twarda          | John McEnroe       | 2:6, 3:6                |
| Zwycięzca     | 7.  | 19 października 1986 | Bazylea                    | Twarda (hala)   | Yannick Noah       | 7:6, 6:2, 6:7, 7:6      |
| Finalista     | 6.  | 26 października 1986 | Tokio                      | Dywanowa (hala) | Boris Becker       | 6:7, 1:6                |
| Zwycięzca     | 8.  | 9 listopada 1986     | Sztokholm                  | Twarda (hala)   | Mats Wilander      | 6:2, 6:1, 6:1           |
| Zwycięzca     | 9.  | 25 stycznia 1987     | Australian Open, Melbourne | Trawiasta       | Pat Cash           | 6:3, 6:4, 3:6, 5:7, 6:3 |
| Zwycięzca     | 10. | 15 lutego 1987       | Memphis                    | Twarda (hala)   | Jimmy Connors      | 6:3, 2:1 krecz          |
| Finalista     | 7.  | 22 lutego 1987       | Indian Wells               | Twarda          | Boris Becker       | 4:6, 4:6, 5:7           |
| Zwycięzca     | 11. | 22 marca 1987        | Rotterdam                  | Dywanowa (hala) | John McEnroe       | 3:6, 6:3, 6:1           |
| Zwycięzca     | 12. | 19 kwietnia 1987     | Tokio                      | Twarda          | David Pate         | 7:6, 6:4                |
| Finalista     | 8.  | 2 sierpnia 1987      | Båstad                     | Ceglana         | Joakim Nyström     | 6:4, 0:6, 3:6           |
| Finalista     | 9.  | 16 sierpnia 1987     | Montreal                   | Twarda          | Ivan Lendl         | 4:6, 6:7                |
| Zwycięzca     | 13. | 23 sierpnia 1987     | Cincinnati                 | Twarda          | Boris Becker       | 6:4, 6:1                |
| Finalista     | 10. | 27 września 1987     | Los Angeles                | Twarda          | David Pate         | 4:6, 4:6                |
| Zwycięzca     | 14. | 25 października 1987 | Tokio                      | Dywanowa (hala) | Ivan Lendl         | 6:7, 6:4, 6:4           |
| Zwycięzca     | 15. | 8 listopada 1987     | Sztokholm                  | Twarda (hala)   | Jonas Svensson     | 7:5, 6:2, 4:6, 6:4      |
| Zwycięzca     | 16. | 14 lutego 1988       | Rotterdam                  | Dywanowa (hala) | Miloslav Mečíř     | 7:6, 6:2                |
| Finalista     | 11. | 10 kwietnia 1988     | Dallas WTC                 | Dywanowa (hala) | Boris Becker       | 4:6, 6:1, 5:7, 2:6      |
| Finalista     | 12. | 17 kwietnia 1988     | Tokio                      | Twarda          | John McEnroe       | 2:6, 2:6                |
| Finalista     | 13. | 12 czerwca 1988      | Londyn                     | Trawiasta       | Boris Becker       | 1:6, 6:3, 3:6           |
| Zwycięzca     | 17. | 4 lipca 1988         | Wimbledon, Londyn          | Trawiasta       | Boris Becker       | 4:6, 7:6(2), 6:4, 6:2   |
| Finalista     | 14. | 21 sierpnia 1988     | Cincinnati                 | Twarda          | Mats Wilander      | 6:3, 6:7, 6:7           |
| Zwycięzca     | 18. | 9 października 1988  | Bazylea                    | Twarda (hala)   | Jakob Hlasek       | 7:5, 6:3, 3:6, 6:2      |
| Finalista     | 15. | 12 marca 1989        | Scottsdale                 | Twarda          | Ivan Lendl         | 2:6, 3:6                |
| Zwycięzca     | 19. | 23 kwietnia 1989     | Tokio                      | Twarda          | Ivan Lendl         | 6:3, 2:6, 6:4           |
| Finalista     | 16. | 11 czerwca 1989      | French Open, Paryż         | Ceglana         | Michael Chang      | 1:6, 6:3, 6:4, 4:6, 2:6 |
| Finalista     | 17. | 9 lipca 1989         | Wimbledon, Londyn          | Trawiasta       | Boris Becker       | 0:6, 6:7(1), 4:6        |
| Finalista     | 18. | 20 sierpnia 1989     | Cincinnati                 | Twarda          | Brad Gilbert       | 4:6, 6:2, 6:7           |
| Finalista     | 19. | 8 października 1989  | Bazylea                    | Twarda (hala)   | Jim Courier        | 6:7, 6:3, 6:2, 0:6, 5:7 |
| Finalista     | 20. | 5 listopada 1989     | Paryż                      | Twarda (hala)   | Boris Becker       | 4:6, 3:6, 3:6           |
| Zwycięzca     | 20. | 3 grudnia 1989       | Nowy Jork                  | Dywanowa (hala) | Boris Becker       | 4:6, 7:6, 6:3, 6:1      |
| Finalista     | 21. | 28 stycznia 1990     | Australian Open, Melbourne | Twarda          | Ivan Lendl         | 6:4, 6:7(3), 2:5 krecz  |
| Zwycięzca     | 21. | 11 marca 1990        | Indian Wells               | Twarda          | Andre Agassi       | 6:4, 5:7, 7:6, 7:6      |
| Finalista     | 22. | 25 marca 1990        | Miami                      | Twarda          | Andre Agassi       | 1:6, 4:6, 6:0, 2:6      |
| Zwycięzca     | 22. | 15 kwietnia 1990     | Tokio                      | Twarda          | Aaron Krickstein   | 6:4, 7:5                |
| Zwycięzca     | 23. | 4 lipca 1990         | Wimbledon, Londyn          | Trawiasta       | Boris Becker       | 6:2, 6:2, 3:6, 3:6, 6:4 |
| Zwycięzca     | 24. | 5 sierpnia 1990      | Los Angeles                | Twarda          | Michael Chang      | 7:6, 2:6, 7:6           |
| Zwycięzca     | 25. | 12 sierpnia 1990     | Cincinnati                 | Twarda          | Brad Gilbert       | 6:1, 6:1                |
| Zwycięzca     | 26. | 26 sierpnia 1990     | Long Island                | Twarda          | Goran Ivanišević   | 7:6, 6:3                |
| Finalista     | 23. | 7 października 1990  | Sydney                     | Twarda (hala)   | Boris Becker       | 6:7, 4:6, 4:6           |
| Finalista     | 24. | 28 października 1990 | Sztokholm                  | Dywanowa (hala) | Boris Becker       | 4:6, 0:6, 3:6           |
| Zwycięzca     | 27. | 4 listopada 1990     | Paryż                      | Twarda (hala)   | Boris Becker       | 3:3 krecz               |
| Finalista     | 25. | 18 listopada 1990    | Frankfurt                  | Dywanowa (hala) | Andre Agassi       | 7:5, 6:7, 5:7, 2:6      |
| Zwycięzca     | 28. | 24 lutego 1991       | Stuttgart                  | Dywanowa (hala) | Jonas Svensson     | 6:2, 3:6, 7:5, 6:2      |
| Zwycięzca     | 29. | 14 kwietnia 1991     | Tokio                      | Twarda          | Ivan Lendl         | 6:1, 7:5, 6:0           |
| Zwycięzca     | 30. | 16 czerwca 1991      | Londyn                     | Trawiasta       | David Wheaton      | 6:2, 6:3                |
| Finalista     | 26. | 25 sierpnia 1990     | Long Island                | Twarda          | Ivan Lendl         | 3:6, 2:6                |
| Zwycięzca     | 31. | 8 września 1991      | US Open, Nowy Jork         | Twarda          | Jim Courier        | 6:2, 6:4, 6:0           |
| Zwycięzca     | 32. | 6 października 1991  | Sydney                     | Twarda (hala)   | Brad Gilbert       | 6:2, 6:2, 6:2           |
| Zwycięzca     | 33. | 13 października 1991 | Tokio                      | Dywanowa (hala) | Derrick Rostagno   | 6:3, 1:6, 6:2           |
| Finalista     | 27. | 27 października 1991 | Sztokholm                  | Dywanowa (hala) | Boris Becker       | 6:3, 4:6, 6:1, 2:6, 2:6 |
| Finalista     | 28. | 26 stycznia 1992     | Australian Open, Melbourne | Twarda          | Jim Courier        | 3:6, 6:3, 4:6, 2:6      |
| Finalista     | 29. | 23 lutego 1992       | Stuttgart                  | Dywanowa (hala) | Goran Ivanišević   | 7:6(5), 3:6, 4:6, 4:6   |
| Zwycięzca     | 34. | 10 maja 1992         | Hamburg                    | Ceglana         | Michael Stich      | 5:7, 6:4, 6:1           |
| Zwycięzca     | 35. | 23 sierpnia 1992     | New Haven                  | Twarda          | MaliVai Washington | 7:6(4), 6:1             |
| Zwycięzca     | 36. | 13 września 1992     | US Open, Nowy Jork         | Twarda          | Pete Sampras       | 3:6, 6:4, 7:6(5), 6:2   |
| Finalista     | 30. | 11 października 1992 | Sydney                     | Twarda (hala)   | Goran Ivanišević   | 4:6, 2:6, 4:6           |
| Finalista     | 31. | 31 stycznia 1993     | Australian Open, Melbourne | Twarda          | Jim Courier        | 2:6, 1:6, 6:2, 5:7      |
| Zwycięzca     | 37. | 2 maja 1993          | Madryt                     | Ceglana         | Sergi Bruguera     | 6:3, 6:3, 6:2           |
| Finalista     | 32. | 15 sierpnia 1993     | Cincinnati                 | Twarda          | Michael Chang      | 5:7, 6:0, 4:6           |
| Finalista     | 33. | 3 października 1993  | Bazylea                    | Twarda (hala)   | Michael Stich      | 4:6, 7:6(5), 3:6, 2:6   |
| Zwycięzca     | 38. | 9 stycznia 1994      | Doha                       | Twarda          | Paul Haarhuis      | 6:3, 6:2                |
| Zwycięzca     | 39. | 20 lutego 1994       | Stuttgart                  | Dywanowa (hala) | Goran Ivanišević   | 4:6, 6:4, 6:2, 6:2      |
| Zwycięzca     | 40. | 24 lipca 1994        | Waszyngton                 | Twarda          | Jason Stoltenberg  | 6:4, 6:2                |
| Finalista     | 34. | 14 sierpnia 1994     | Cincinnati                 | Twarda          | Michael Chang      | 2:6, 5:7                |
| Zwycięzca     | 41. | 8 stycznia 1995      | Doha                       | Twarda          | Magnus Larsson     | 7:6(4), 6:1             |
| Finalista     | 35. | 23 lipca 1995        | Waszyngton                 | Twarda          | Andre Agassi       | 4:6, 6:2, 5:7           |
| Finalista     | 36. | 16 czerwca 1996      | Londyn                     | Trawiasta       | Boris Becker       | 4:6, 6:7(3)             |

#### Gra podwójna (18–11)
| Końcowy wynik | Nr  | Data                 | Turniej                    | Nawierzchnia    | Partner              | Przeciwnicy                     | Wynik finału                  |
| ------------- | --- | -------------------- | -------------------------- | --------------- | -------------------- | ------------------------------- | ----------------------------- |
| Finalista     | 1.  | 30 października 1983 | Bazylea                    | Twarda (hala)   | Florin Segărceanu    | Pavel Složil Tomáš Šmíd         | 1:6, 6:3, 6:7                 |
| Zwycięzca     | 1.  | 10 czerwca 1984      | Hamburg                    | Ceglana         | Anders Järryd        | Heinz Günthardt Balázs Taróczy  | 6:3, 6:1                      |
| Finalista     | 2.  | 8 września 1984      | US Open, Nowy Jork         | Twarda          | Anders Järryd        | John Fitzgerald Tomáš Šmíd      | 6:7(5), 3:6, 3:6              |
| Finalista     | 3.  | 14 października 1984 | Bazylea                    | Twarda (hala)   | Tim Wilkison         | Pavel Složil Tomáš Šmíd         | 6:7, 2:6                      |
| Zwycięzca     | 2.  | 17 marca 1985        | Bruksela                   | Dywanowa (hala) | Anders Järryd        | Kevin Curren Wojciech Fibak     | 6:3, 7:6                      |
| Zwycięzca     | 3.  | 21 lipca 1985        | Båstad                     | Ceglana         | Anders Järryd        | Sergio Casal Emilio Sánchez     | 6:0, 7:6                      |
| Finalista     | 4.  | 18 sierpnia 1985     | Montreal                   | Twarda          | Anders Järryd        | Ken Flach Robert Seguso         | 7:5, 6:7, 3:6                 |
| Zwycięzca     | 4.  | 25 sierpnia 1985     | Cincinnati                 | Twarda          | Anders Järryd        | Joakim Nyström Mats Wilander    | 4:6, 6:2, 6:3                 |
| Zwycięzca     | 5.  | 19 stycznia 1986     | Nowy Jork                  | Dywanowa (hala) | Anders Järryd        | Joakim Nyström Mats Wilander    | 6:1, 7:6                      |
| Finalista     | 5.  | 2 lutego 1986        | Filadelfia                 | Dywanowa (hala) | Anders Järryd        | Scott Davis David Pate          | 6:7, 6:3, 3:6, 5:7            |
| Finalista     | 6.  | 23 lutego 1986       | Boca West                  | Twarda          | Anders Järryd        | Brad Gilbert Vincent Van Patten | walkower                      |
| Zwycięzca     | 6.  | 30 marca 1986        | Rotterdam                  | Dywanowa (hala) | Slobodan Živojinović | Wojciech Fibak Matt Mitchell    | 2:6, 6:3, 6:2                 |
| Finalista     | 7.  | 7 czerwca 1986       | French Open, Paryż         | Ceglana         | Anders Järryd        | John Fitzgerald Tomáš Šmíd      | 6:3, 4:6, 6:3, 6:7(4), 12:14  |
| Finalista     | 8.  | 13 lipca 1986        | Gstaad                     | Ceglana         | Joakim Nyström       | Sergio Casal Emilio Sánchez     | 3:6, 6:3, 3:6                 |
| Zwycięzca     | 7.  | 21 września 1986     | Los Angeles                | Twarda          | Anders Järryd        | Peter Fleming John McEnroe      | 3:6, 7:5, 7:6                 |
| Zwycięzca     | 8.  | 28 grudnia 1986      | Londyn                     | Dywanowa (hala) | Anders Järryd        | Guy Forget Yannick Noah         | 6:3, 7:6, 6:3                 |
| Zwycięzca     | 9.  | 24 stycznia 1987     | Australian Open, Melbourne | Trawiasta       | Anders Järryd        | Peter Doohan Laurie Warder      | 6:4, 6:4, 7:6(3)              |
| Zwycięzca     | 10. | 22 marca 1987        | Rotterdam                  | Dywanowa (hala) | Anders Järryd        | Chip Hooper Mike Leach          | 3:6, 6:3, 6:3                 |
| Zwycięzca     | 11. | 2 sierpnia 1987      | Båstad                     | Ceglana         | Anders Järryd        | Emilio Sánchez Javier Sánchez   | 7:6, 6:3                      |
| Zwycięzca     | 12. | 14 sierpnia 1987     | Montreal                   | Twarda          | Pat Cash             | Peter Doohan Laurie Warder      | 6:7, 6:3, 6:4                 |
| Zwycięzca     | 13. | 13 września 1987     | US Open, Nowy Jork         | Twarda          | Anders Järryd        | Ken Flach Robert Seguso         | 7:6(1), 6:2, 4:6, 5:7, 7:6(2) |
| Zwycięzca     | 14. | 8 listopada 1987     | Sztokholm                  | Twarda (hala)   | Anders Järryd        | Jim Grabb Jim Pugh              | 6:3, 6:4                      |
| Finalista     | 9.  | 17 lipca 1988        | Båstad                     | Ceglana         | Nicklas Kroon        | Patrick Baur Udo Riglewski      | 7:6, 3:6, 6:7                 |
| Finalista     | 10. | 7 października 1990  | Sydney                     | Twarda (hala)   | Ivan Lendl           | Broderick Dyke Peter Lundgren   | 2:6, 4:6                      |
| Zwycięzca     | 15. | 14 kwietnia 1991     | Tokio                      | Twarda          | Todd Woodbridge      | John Fitzgerald Anders Järryd   | 6:4, 5:7, 6:4                 |
| Zwycięzca     | 16. | 25 kwietnia 1993     | Monte Carlo                | Ceglana         | Petr Korda           | Paul Haarhuis Mark Koevermans   | 3:6, 6:2, 7:6                 |
| Finalista     | 11. | 15 sierpnia 1993     | Cincinnati                 | Twarda          | Henrik Holm          | Andre Agassi Petr Korda         | 6:7, 4:6                      |
| Zwycięzca     | 17. | 8 stycznia 1995      | Doha                       | Twarda          | Magnus Larsson       | Andriej Olchowski Jan Siemerink | 7:6, 6:2                      |
| Zwycięzca     | 18. | 27 stycznia 1996     | Australian Open, Melbourne | Twarda          | Petr Korda           | Sébastien Lareau Alex O’Brien   | 7:5, 7:5, 4:6, 6:1            |

### Starty wielkoszlemowe (gra pojedyncza)
| Turniej         | 1983 | 1984 | 1985 | 1986 | 1987 | 1988 | 1989 | 1990 | 1991 | 1992 | 1993 | 1994 | 1995 | 1996 | Wygrane turnieje | Bilans w turnieju |
| --------------- | ---- | ---- | ---- | ---- | ---- | ---- | ---- | ---- | ---- | ---- | ---- | ---- | ---- | ---- | ---------------- | ----------------- |
| Australian Open | 2R   | QF   | W    | –    | W    | SF   | QF   | F    | SF   | F    | F    | SF   | 4R   | 2R   | 2 / 13           | 56–10             |
| French Open     | –    | 2R   | QF   | 2R   | 2R   | 4R   | F    | 1R   | QF   | 3R   | QF   | 1R   | 2R   | 4R   | 0 / 13           | 30–13             |
| Wimbledon       | 2R   | 2R   | 4R   | 3R   | SF   | W    | F    | W    | SF   | QF   | SF   | 2R   | 2R   | 2R   | 2 / 14           | 49–12             |
| US Open         | 1R   | 2R   | 4R   | SF   | SF   | 4R   | 4R   | 1R   | W    | W    | 2R   | 3R   | 3R   | QF   | 2 / 14           | 43–12             |
| Bilans spotkań  | 1–3  | 6–4  | 16–3 | 8–3  | 17–3 | 18–3 | 19–3 | 13–3 | 21–3 | 19–3 | 16–4 | 8–4  | 7–4  | 9–4  | N/A              | 178–47            |

Legenda
     W, wygrał turniej
     F, przegrał w finale
     SF, przegrał w półfinale
     QF, przegrał w ćwierćfinale
     4R, 3R, 2R, 1R przegrał w IV, III, II, I rundzie
     –, nie startował w turnieju głównym

## Kariera trenerska
Edberg pracował w latach 2014 i 2015 jako trener Rogera Federera. W tym czasie Szwajcar wygrał 11 tytułów singlowych, w tym 3 rangi ATP World Tour Masters 1000, Puchar Davisa 2014, uczestniczył w finałach Wimbledonu 2014 i 2015 i US Open 2015.